# Joei Clyburn
Joei „Fosho” Clyburn (ur. 7 września 1984 w Detroit) – amerykańska koszykarka występująca na pozycji skrzydłowej.

## Osiągnięcia
Na podstawie, o ile nie zaznaczono inaczej.
College
- Mistrzyni turnieju konferencji Atlantic 10 NCAA (2007)
- Uczestniczka rozgrywek Final Four Division I NJCAA (2004)
- MVP turnieju konferencji Atlantic 10 NCAA (2007)
- Najlepsza rezerwowa Atlantic 10 NCAA (2007)
- Zawodniczka Roku regionu II NJCAA (2004)
- Zaliczona do:
  - I składu:
    - NJCAA All-American (2004)
    - All-Region II NJCAA (2004)
    - turnieju Atlantic 10 NCAA (2007)

  - III składu All-American NCJAA (2003)

Drużynowe
- Mistrzyni ukraińskiej ligi UBL (2009)
- Wicemistrzyni Ukrainy (2010)
- Uczestniczka rozgrywek Eurocup (2008–2010)

Indywidualne
- MVP:
  - sezonu ukraińskiej ligi UBL (2009 według eurobasket.com)
  - kolejki FGE (1, 2 - 2007/2008)[5][6]
- Defensywna zawodniczka roku PLKK (2008 według eurobasket.com)[7]
- Najlepsza (według eurobasket.com):
  - zagraniczna zawodniczka UBL (2009)
  - zawodniczka obronna UBL (2009)
- Zaliczona do (przez eurobasket.com):
  - I składu:
    - UBL (2009)
    - defensywnego PLKK (2008)[7]
    - zawodniczek zagranicznych UBL (2009)

  - II składu:
    - PLKK (2008)[7]
    - All-United States (2012 przez All-USA Sports Reporters)
- Uczestniczka meczu gwiazd ligi ukraińskiej (2009)
- Liderka w średniej (1,97) i liczbie (57) bloków PLKK (2008)[8]